# 고양 원각사 치문경훈
고양 원각사 치문경훈(高陽 元覺寺 緇門警訓)은 대한민국 경기도 고양시 일산서구 탄현동 원각사에 있는 책이다. 2010년 3월 23일 경기도의 유형문화재 제241호로 지정되었다.

## 개요
현재 원각사에만 소장되어 있는 유일본이고, 다른 판본에서는 볼수 없는 원간본의 특징을 잘 반영하고 있으며 간행시에 별도로 첨부된 송암의 발문이 수록되어 있다는 점에서 매우 귀중하다.

## 참고 자료
- 고양 원각사 치문경훈 - 국가유산청 국가유산포털